# Гавриленко, Иван Андреевич
Ива́н Андре́евич Гавриле́нко (14 января 1992, Магнитогорск, Россия) — российский хоккеист, защитник, хват клюшки — левый. В настоящее время, является капитаном ХК «Зауралье» (Курган), выступающего в ВХЛ.

## Клубная карьера
Иван Гавриленко родился в городе Магнитогорске. Воспитанник магнитогорского  «Металлурга». Начал выступать в третьем дивизионе за дубль «Металлурга» в сезоне 2008/09. 5 сентября 2009 года дебютировал в МХЛ за «Стальных лисов»
.
18 дней спустя, в матче против «Реактора» хоккеист отдал первую голевую передачу (на Антона Васина). 5 декабря 2009 года в матче с «Кузнецкими медведями» защитник с передач Васина и Степана Филонова забил первый гол в МХЛ.
.
Всего по итогам регулярного чемпионата хоккеист набрал 7 очков (1 шайба и 6 голевых передач) в 36 сыгранных матчах. В плей-офф 2009/10 Гавриленко сыграл 15 матчей, отметился 2 забитыми голами и 3 голевыми передачами и стал обладателем Кубка Харламова.
В матче «Южного Урала» против ХК ВМФ, состоявшемся 10 сентября 2012 года, Иван Гавриленко впервые сыграл в Высшей хоккейной лиге
.
Всего за 2 сезона, проведённых в орской команде, защитник сыграл в ВХЛ 102 матча (с учётом плей-офф).
Осенью 2013 года хоккеист находился в расположении новокузнецкого  «Металлурга», в составе которого 11 октября и дебютировал в Континентальной хоккейной лиге
.
В ноябре 2013 года был отправлен в фарм-клуб новокузнецкой команды «Ариаду», за которую провёл 4 матча в ВХЛ.
Летом 2014 года защитник перешёл в новосибирский клуб «Сибирь», но провёл лишь 2 матча .
С 2014 по 2015 выступал за «Ермак». В 2015-2016 годах играл за красноярский «Сокол».
С 2016 по 2018 год выступал за Адмирал. С 2018 по 2019 за «Южный Урал».
Сезон 2019/2020 провёл в питерском «Динамо СПб». В 2020 году подписал контракт с новокузнецким «Металлургом».
В 2022 году подписал контракт с курганским «Зауральем». В сезоне 2023/24 поставил клубный рекорд по количеству набранных очков защитником за один сезон: 32 результативных балла (8+24). Перед сезоном 2024/25 назначен капитаном курганской команды.

## Сборная России
В сезоне 2008/09 выступал за юниорскую сборную России, в составе которой сыграл 5 матчей и сделал 4 голевые передачи на чемпионате мира для игроков не старше 17 лет.

## Статистика
|         |                |            | Регулярный сезон | Регулярный сезон | Регулярный сезон | Регулярный сезон | Регулярный сезон | Плей-офф | Плей-офф | Плей-офф | Плей-офф | Плей-офф |
| Сезон   | Команда        | Лига       | Игр              | Г                | П                | Очк              | Штр              | Игр      | Г        | П        | Очк      | Штр      |
| ------- | -------------- | ---------- | ---------------- | ---------------- | ---------------- | ---------------- | ---------------- | -------- | -------- | -------- | -------- | -------- |
| 2008/09 | Металлург Мг—2 | 3 дивизион | 16               | 1                | 1                | 2                | 8                | --       | --       | --       | --       | --       |
| 2009/10 | Стальные лисы  | МХЛ        | 36               | 1                | 6                | 7                | 22               | 15       | 2        | 3        | 5        | 22       |
| 2010/11 | Стальные лисы  | МХЛ        | 52               | 3                | 15               | 18               | 79               | 17       | 3        | 5        | 8        | 14       |
| 2011/12 | Стальные лисы  | МХЛ        | 57               | 6                | 12               | 18               | 24               | 11       | 0        | 3        | 3        | 2        |
| 2012/13 | Стальные лисы  | МХЛ        | --               | --               | --               | --               | --               | 3        | 0        | 1        | 1        | 0        |
| 2012/13 | Южный Урал     | ВХЛ        | 52               | 1                | 1                | 2                | 18               | 4        | 1        | 0        | 1        | 4        |
| 2013/14 | Южный Урал     | ВХЛ        | 35               | 1                | 4                | 5                | 14               | 11       | 0        | 3        | 3        | 6        |
| 2013/14 | Металлург Нк   | КХЛ        | 5                | 0                | 0                | 0                | 4                | --       | --       | --       | --       | --       |
| 2013/14 | Ариада         | ВХЛ        | 4                | 0                | 0                | 0                | 0                | --       | --       | --       | --       | --       |
| 2014/15 | Сибирь         | КХЛ        | 1                | 0                | 0                | 0                | 0                | --       | --       | --       | --       | --       |
| 2014/15 | Ермак          | ВХЛ        | 39               | 3                | 4                | 7                | 22               | 12       | 2        | 0        | 2        | 8        |
| 2015/16 | Сокол          | ВХЛ        | 45               | 9                | 16               | 25               | 26               | --       | --       | --       | --       | --       |
| 2016/17 | Адмирал        | КХЛ        | 44               | 0                | 8                | 8                | 24               | 2        | 0        | 0        | 0        | 0        |
| 2017/18 | Адмирал        | КХЛ        | 4                | 0                | 0                | 0                | 2                | --       | --       | --       | --       | --       |
| 2017/18 | Южный Урал     | ВХЛ        | 37               | 2                | 14               | 16               | 35               | 5        | 0        | 1        | 1        | 4        |
| 2018/19 | Южный Урал     | ВХЛ        | 35               | 5                | 8                | 13               | 30               | 3        | 0        | 1        | 1        | 2        |
| 2019/20 | Динамо Спб     | ВХЛ        | 53               | 7                | 12               | 19               | 16               | 9        | 2        | 2        | 4        | 2        |
| 2020/21 | Металлург Нк   | ВХЛ        | 13               | 0                | 3                | 3                | 4                | --       | --       | --       | --       | --       |
| 2021/22 | Металлург Нк   | ВХЛ        | 30               | 0                | 4                | 4                | 12               | 2        | 0        | 0        | 0        | 2        |
| 2022/23 | Зауралье       | ВХЛ        | 37               | 8                | 9                | 17               | 16               | 11       | 0        | 3        | 3        | 10       |
| 2023/24 | Зауралье       | ВХЛ        | 54               | 8                | 18               | 26               | 26               | 13       | 0        | 6        | 6        | 6        |